# Ivan Sratsimir
Ivan Sratsimir (en búlgar: Иван Срацимир) va ser emperador (tsar) de Bulgària a Vidin de 1356 a 1396. Ell va néixer en 1324 o 1325, i va morir en o després de 1397.

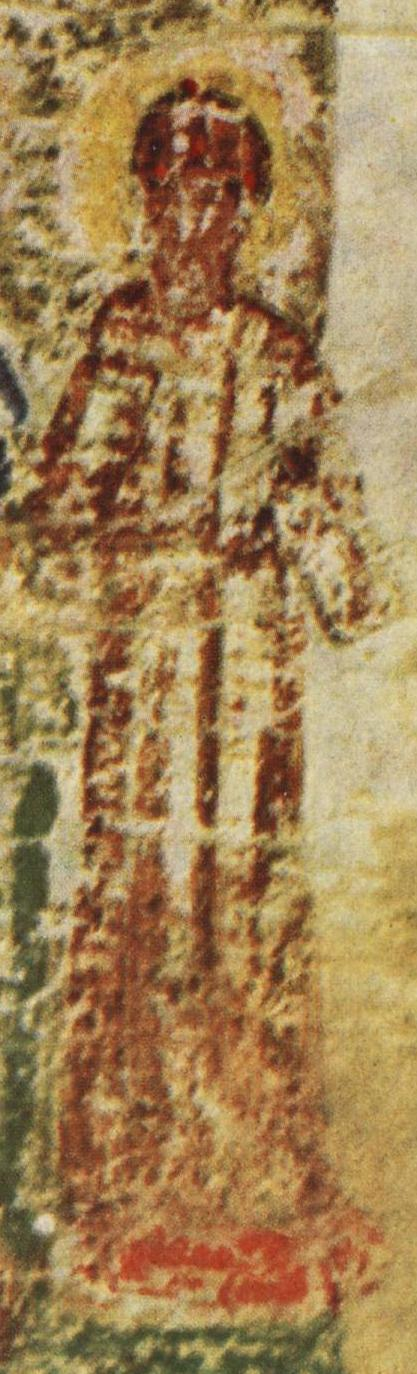
Imatge d'Ivan Sratsimir en la Crònica de Manassès.

Ell era el segon fill d'Ivan Alexandre de Bulgària i Teodora de Valàquia. Va ser coronat coemperador de 1355 a 1360. El seu pare el va desheretar a favor del fill gran del seu segon matrimoni i va concedir Vidin a Ivan Sratsimir com a compensació. Els hongaresos van capturar Vidin el 2 de juny de 1365, juntament amb Iván Sratsimir i la seva família, i van establir un banat hongarès amb un ban hongarès designat. Ivan Sratsimir va recuperar Vidin en 1370, com a vassall d'Hongria. El rei Lluís I d'Hongria va retenir a les seves dues filles a la cort hongaresa. Va assumir el títol de tsar de Vidin, traslladant l'església de Vidin de la jurisdicció del Patriarca de Tàrnovo a la del Patriarca de Constantinoble, i va encunyar els seus propis diners. A la mort del seu pare en 1371, va tractar de conquerir Bulgària i va capturar breument Sofia. En 1388, es va sotmetre a la sobirania otomana després que l'exèrcit otomà arribés a les fronteres de Vidin després de conquerir parts de Bulgària.
El sultà Baiazet I va annexionar Vidin després de la batalla de Nicòpolis al setembre de 1396 en la qual Ivan Sratsimir havia donat suport a l'exèrcit de Segimon d'Hongria. Ivan Sratsimir va morir en una presó turca.